# MG C-Type
La C-Type è un'autovettura prodotta dalla Morris Garages dal 1931 al 1932.

## Storia
La vettura, progettata per le competizioni, era basata sulla M-Type Midget. La genesi del modello va ricercata in un esemplare speciale della M-Type che fu sviluppato per partecipare ad una gara sul circuito di Montlhéry. La partecipazione ebbe successo, e quindi venne deciso di produrlo in serie con il nome C-Type.
La C-Type aveva installato un motore in linea a quattro cilindri da 746 cm³ di cilindrata e distribuzione monoalbero. Quest'ultimo era mosso da una coppia conica. Questo propulsore derivava da quello installato sulla M-Type, e venne ottenuto accorciando la corsa a 73 mm. La potenza erogata era di 44 CV a 6.400 giri al minuto. Nel 1932 venne installata una testata cross-flow. In questo tipo di testata ogni condotto di aspirazione si trovava sulla stessa linea del corrispondente condotto di scarico e trasversalmente rispetto all'asse della testata stessa. Oltre a questo tipo di testata, venne introdotto anche un sistema di sovralimentazione che permetteva al motore di erogare 52,4 CV. Quest'ultimo era montato anteriormente su tutti i modelli.
La trazione era posteriore, mentre il cambio era a quattro rapporti non sincronizzati. Il telaio fu rinnovato completamente. Le sospensioni erano a balestra semiellittica.
La carrozzeria, sprovvista di porte, era in metallo, e venne montata su un telaio in frassino.
All'inizio della commercializzazione, il prezzo di una C-Type base era 295 sterline, mentre la versione sovralimentata costava 345 sterline. Verso la fine della produzione i due prezzi salirono, rispettivamente, a 490 e 575 sterline.
Oltre che a Montlhéry, la C-Type partecipò a molte altre competizioni. Tra esse, va citata la vittoria al Tourist Trophy del 1931.